# Exterritorial
Exterritorial är en tysk actionthrillerfilm som hade premiär den 30 april 2025 på Netflix. Filmen är regisserad av Christian Zübert, som även skrivit filmens manus.

## Handling
När en soldats son försvinner vid ett amerikanskt konsulat, stannar hans mamma olagligt kvar på området för att söka efter honom, utan att veta att hon oavsiktligt blir indragen i en farlig konspiration.

## Rollista (i urval)
- Jeanne Goursaud – Sara
- Dougray Scott – Erik Kynch
- Lera Abova – Irina
- Kayode Akinyemi – Donovan
- Annabelle Mandeng – Deborah Allen